# Rummel & Rabalder: SkumCity
Rummel & Rabalder: SkumCity är ett PC-spel från 1999, baserat på TV4:s karaktärer Rummel och Rabalder från TV-serien med samma namn. Till skillnad från de andra datorspelen om Rummel och Rabalder, som producerades av Utero Digital Media, är detta spel utgivet av ett bolag som heter 4vision och grafiken är gjord i 2D istället för 3D. Spelets betatitel var Rummel & Rabalder i den övergivna staden.

## Handling
Gangsterhunden Harald Havarti har snott en ost vid namn Präst Diamanta från ett kungligt osteri. Han har skurit upp osten i 24 bitar och gömt den i en övergiven stad kallad SkumCity. Rummel och Rabalder måste därför bege sig till SkumCity och leta upp alla de 24 ostbitarna i varje skrymsle och vrå.

## Röster
- Rummel - Erik Ahrnbom
- Rabalder - Steve Kratz
- Berättaren, Kungen, och Havarti - Gunnar Ernblad

## Funktion
Spelaren styr runt Rummel och Rabalder på ön genom att klicka med datamusen. I vissa byggnader finns ett spel, och för varje spel man klarar av vinner man en ostbit. Ostbitar dyker även upp när man klickar på ett antal föremål inne i byggnaderna.